# Сидорова Антоніна Василівна
Сидорова Антоніна Василівна — українська науковиця-економістка, авторка низки наукових праць. Завідувачка кафедри бізнес-статистики та економічної кібернетики ДонНУ, доктор економічних наук, професор, відмінник освіти України.

## Освіта і кар'єра
Народилася 1 січня 1950 року.
Закінчила з відзнакою в 1971 р. Донецький інститут радянської торгівлі, у 1978 р. аспірантуру Київського інституту народного господарства ім. Д. С. Коротченко (тепер КНЕУ ім. Вадима Гетьмана) за спеціальністю «Статистика», захистила в 1979 р. дисертацію на здобуття вченого ступеня кандидата економічних наук.
Після захисту дисертації працювала молодшою науковою співробітницею в Інституті економіки промисловості АН України. З 1982 р. перейшла на викладацьку роботу асистенткою кафедри статистики ДонДУ, а з 1986 р. — доцентом цієї кафедри. З 2000 р. обрана на посаду завідувачки кафедри статистики. У 2003 р. захистила докторську дисертацію «Методи аналізу та прогнозування розвитку підприємств сфери послуг». У 2004 р. отримала вчене звання професора кафедри статистики.
Протягом 2001—2017 рр. була керівницею держбюджетних науково-дослідних тем. З цей період на кафедрі сформувалася наукова школа «Методи статистичного аналізу соціально-економічних та демографічних процесів». У 2001 р. відбувся перший набір студентів на спеціальність «Економічна статистика», а в 2006 р. — перший випуск фахівців, при кафедрі почала функціонувати аспірантура, яку закінчили й успішно захистили дисертації 7 випускників кафедри. Всього Сидоровою А. В. підготовлено більше десяти кандидатів економічних наук.
З грудня 2004 р. до 2006 р. була членом Експертної ради ВАК, а впродовж 2006—2010 рр. — заступницею голови Експертної ради ВАК. Брала активну участь у роботі спеціалізованих вчених рад із захисту докторських і кандидатських дисертацій, неодноразово виступала опоненткою на захистах дисертацій. 
Сфера наукових інтересів: Статистичне забезпечення управління соціально-економічним розвитком; статистичні методи аналізу зовнішньоекономічної діяльності; управління розвитком підприємств; методи аналізу, моделювання та прогнозування розвитку сфери послуг; бізнес-аналітика.
Навчальні дисципліни: «Статистика», «Бізнес-аналітика», «Міжнародна статистика», «Статистика зовнішньоекономічної діяльності», «Університетська освіта», «Методологія наукових досліджень».
Є авторкою і співавторкою понад 250 наукових і навчально-методичних робіт, в тому числі 12 монографій, підручника й 8 навчальних посібників з грифом МОН України.

## Нагороди, досягнення
Антоніна Сидорова є членом редакційних колегій двох фахових збірників наукових праць «Економіка і організація управління» та «Финансы, учет, банки».
У складі групи викладачів економічного факультету брала участь у роботі Школи молодого посадовця, організованої департаментом економіки та інвестицій Вінницької міської ради спільно з Донецьким національним університетом імені Василя Стуса.
За результатами діяльності за 2016 р. Сидорова А. В. нагороджена дипломом ТОП-40 рейтингу викладачів ДонНУ імені Василя Стуса.

## Сімейне життя
Одружена. Має двох дочок та онуків. Проживає у м. Вінниця.